# احمق شگفت‌انگیز
احمق شگفت‌انگیز (به ژاپنی: おバカさん, Obaka-san) رمانی است از نویسنده ژاپنی اندو شوساکو، که در ابتدا در روزنامه آساهی در سال ۱۹۵۹ به صورت سریالی منتشر شد.